# Edder Alfonso Pérez Consuegra
Edder Alfonso Pérez Consuegra (San Felipe, 3 de Julho de 1983) é um futebolista venezuelano, que joga no Caracas Fútbol Club.